# Ernest Bovet

Ernest Bovet, um 1914

Ernest Bovet (* 24. Mai 1870 in Lausanne; † 25. August 1941 ebenda) war ein Schweizer Romanist und  Intellektueller.

## Leben und Werk
Bovet studierte Romanistik in Zürich und promovierte 1895 bei Heinrich Morf über die Sonette von Giuseppe Gioachino Belli. Er hatte einen Lehrauftrag für französische Literatur in Rom und war Mitarbeiter der Zeitschriften Semaine littéraire und Bibliothèque universelle. Von 1901 bis 1922 war er als Nachfolger von Heinrich Morf ordentlicher Professor für französische und italienische Literaturgeschichte in Zürich. Er gründete und leitete von 1907 bis 1923 die Zürcher Zeitschrift Wissen und Leben. Von 1912 bis 1918 war er Präsident des Schweizer Heimatschutzes, von 1922 bis 1939 Generalsekretär der Schweizerischen Vereinigung für den Völkerbund.

## Weitere Werke
- Le peuple de Rome vers 1840 d’après les sonnets en dialecte transtévérin de Giuseppe-Gioachino Belli, Neuchâtel/Rome 1898.
- La préface de Chapelain à l’Adonis du Chevalier Marino, in: Aus romanischen Sprachen und Literaturen. Festgabe für Heinrich Morf,  Halle a.S. 1905.
- Lyrisme – Épopée – Drame: Une loi de l'histoire littéraire expliquée par l'évolution générale, Paris 1911.
- Le christianisme, créateur de valeurs sociales, Lausanne 1929.